# Schermen op de Olympische Zomerspelen 1992
Schermen is een van de sporten die beoefend werden tijdens de Olympische Zomerspelen 1992 in Barcelona.

## Heren

### floret individueel
| rang   | sporter(s)                 | land |
| ------ | -------------------------- | ---- |
| Goud   | Philippe Omnès             | FRA  |
| Zilver | Sergei Goloebitsky         | EUN  |
| Brons  | Elvis Gregory Gil          | CUB  |
| 4      | Udo Wagner                 | GER  |
| 5      | Andrea Borella             | ITA  |
| 6      | Marian Sypniewski          | POL  |
| 7      | Guillermo Bétancourt Scull | CUB  |
| 8      | Joachim Wendt              | AUT  |

### floret team
| rang   | sporter(s) | land |
| ------ | --- | ---- |
| Goud   | Alexander Koch Ulrich Schreck Thorsten Weidner Udo Wagner Ingo Weißenborn                                      | GER  |
| Zilver | Guillermo Bétancourt Scull Tulio Díaz Babier Hermengildo García Marturell Óscar García Pérez Elvis Gregory Gil | CUB  |
| Brons  | Piotr Kiełpikowski Adam Krzesiński Marian Sypniewski Cezary Siess Ryszard Sobczak                              | POL  |
| 4      | István Busa Zsolt Érsek Róbert Gátai Róbert Kiss Zsolt Németh                                                  | HUN  |
| 5      | Dmitri Sjevtsjenko Sergei Goloebitsky Vjatsjeslav Grigorjev Anvar Ibragimov Ilgar Mamedov                      | EUN  |
| 6      | Marco Arpino Andrea Borella Stefano Cerioni Mauro Numa Alessandro Puccini                                      | ITA  |
| 7      | Patrick Groc Youssef Hocine Olivier Lambert Patrice Lhotellier Philippe Omnès                                  | FRA  |
| 8      | Kim Young-ho Kim Seung-pyo Lee Ho-sung Lee Seung-yong Yoo Bong-hyung                                           | KOR  |

### degen individueel
| rang   | sporter(s)           | land |
| ------ | -------------------- | ---- |
| Goud   | Éric Srecki          | FRA  |
| Zilver | Pavel Kolobkov       | EUN  |
| Brons  | Jean-Michel Henry    | FRA  |
| 4      | Kaido Kaaberma       | EST  |
| 5      | Elmar Borrmann       | GER  |
| 6      | Angelo Mazzoni       | ITA  |
| 7      | Mauricio Rivas Nieto | COL  |
| 8      | Iván Kovács          | HUN  |

### degen team
| rang   | sporter(s) | land |
| ------ | --- | ---- |
| Goud   | Elmar Borrmann Robert Felisiak Uwe Proske Vladimir Resnitschenko Arnd Schmitt                                     | GER  |
| Zilver | Iván Kovács Krisztián Kulcsár Ferenc Hegedűs Ernõ Kolczonay Gábor Totola                                          | HUN  |
| Brons  | Andrei Sjoevalov Pavel Kolobkov Sergej Kravtsjoek Sergej Kostarev Valeri Zakharevitsj                             | EUN  |
| 4      | Éric Srecki Jean-Michel Henry Olivier Lenglet Jean-François Di Martino Robert Leroux                              | FRA  |
| 5      | Sandro Cuomo Angelo Mazzoni Stefano Pantano Maurizio Randazzo Sandro Resegotti                                    | ITA  |
| 6      | Fernando de la Peña Olivas Angel Fernández García César González Llorens Raúl Maroto López Manuel Pereira Senabre | ESP  |
| 7      | Jean-Marc Chouinard Alain Côté Allan Francis Bogdan Nowosielski Laurie Shong                                      | CAN  |
| 8      | Mats Ahlgren Jerri Bergström Tomas Lundblad UIf Sandegren Péter Vánky                                             | SWE  |

### sabel individueel
| rang   | sporter(s)               | land |
| ------ | ------------------------ | ---- |
| Goud   | Bence Szabó              | HUN  |
| Zilver | Marco Marin              | ITA  |
| Brons  | Jean-François Lamour     | FRA  |
| 4      | Giovanni Scalzo          | ITA  |
| 5      | Antonio García Hernández | ESP  |
| 6      | Ferdinando Meglio        | ITA  |
| 7      | Robert Kościelniakowski  | POL  |
| 8      | Jürgen Nolte             | GER  |

### sabel team
| rang   | sporter(s)                                                                                     | land |
| ------ | ---------------------------------------------------------------------------------------------- | ---- |
| Goud   | Grigori Kirijenko Aleksandr Sjirsjov Vadim Goettsajt Stanislav Pozdnjakov Georgi Pogossov      | EUN  |
| Zilver | Péter Abay Imre Bujdosó Csaba Köves György Nébald Bence Szabó                                  | HUN  |
| Brons  | Franck Ducheix Jean-Philippe Daurelle Hervé Granger-Veyron Pierre Guichot Jean-François Lamour | FRA  |
| 4      | Alexandru Chiculiţă Victor Găureanu Daniel Grigore Florin Lupeică Vilmos Szabo                 | ROU  |
| 5      | Felix Becker Jörg Kempenich Jürgen Nolte Jacek Huchwajda Steffen Wiesinger                     | GER  |
| 6      | Marek Gniewkowski Norbert Jaskot Jarsoław Kisiel Robert Kościelniakowski Janusz Olech          | POL  |
| 7      | Jia Guihua Ning Xiankui Yang Zhen Jiang Yefei Zheng Zhaokang                                   | CHN  |
| 8      | Marco Marin Ferdinando Meglio Giovanni Scalzo Giovanni Sirovich Tonhi Terenzi                  | ITA  |

## Dames

### floret individueel
| rang   | sporter(s)         | land |
| ------ | ------------------ | ---- |
| Goud   | Giovanna Trillini  | ITA  |
| Zilver | Wang Huifeng       | CHN  |
| Brons  | Tatjana Sadovskaja | EUN  |
| 4      | Laurence Modainé   | FRA  |
| 5      | Margherita Zalaffi | ITA  |
| 6      | Réka Szabó         | ROU  |
| 7      | Sabine Bau         | GER  |
| 8      | Fiona Mclntosh     | GBR  |

### floret team
| rang   | sporter(s)                                                                                 | land |
| ------ | ------------------------------------------------------------------------------------------ | ---- |
| Goud   | Diana Bianchedi Francesca Bortolozzi Giovanna Trillini Dorina Vaccaroni Margherita Zalaffi | ITA  |
| Zilver | Sabine Bau Annette Dobmeier Anja Fichtel-Mauritz Zita-Eva Funkenhauser Monika Weber        | GER  |
| Brons  | Laura Badea Roxana Dumitrescu Claudia Grigorescu Réka Szabó Elisabeta Tufan                | ROU  |
| 4      | Jelena Glikina Jelena Grisjina Tatjana Sadovskaja Olga Velitsjko Olga Vosjtsjakina         | EUN  |
| 5      | Camille Couzi Gisèle Meygret Laurence Modainé Julie-Anne Gross Isabelle Spennato           | FRA  |
| 6      | E Jie Liang Jun Wang Huifeng Xiao Aihua Ye Lin                                             | CHN  |
| 7      | Gabriella Lantos Ildikó Mincza Zsuzsanna Némethné-Jánosi Ildikó Pusztai Gertrúd Stefanek   | HUN  |
| 8      | Katarzyna Felusiak Monika Maciejewska Anna Sobczak Barbara Szewczyk Agnieszka Szuchnicka   | POL  |

## Medaillespiegel
| rang   | land             | goud | zilver | brons | totaal |
| ------ | ---------------- | ---- | ------ | ----- | ------ |
| 1      | Duitsland        | 2    | 1      | 0     | 3      |
| 1      | Italië           | 2    | 1      | 0     | 3      |
| 3      | Frankrijk        | 2    | 0      | 3     | 5      |
| 4      | Gezamenlijk team | 1    | 2      | 2     | 5      |
| 5      | Hongarije        | 1    | 2      | 0     | 3      |
| 6      | Cuba             | 0    | 1      | 1     | 2      |
| 7      | China            | 0    | 1      | 0     | 1      |
| 8      | Polen            | 0    | 0      | 1     | 1      |
| 8      | Roemenië         | 0    | 0      | 1     | 1      |
| totaal | totaal           | 8    | 8      | 8     | 24     |